# Michael Landes
Michael Christopher Landes (* 18. September 1972 in Bronx, New York, New York) ist ein US-amerikanischer Schauspieler.

## Leben und Karriere
Michael Landes wurde in der Bronx in New York City geboren als Sohn von Patricia, einer Innenausstatterin, und Bernard Landes, einem Marketingberater.
Er tritt vor allem als Gastdarsteller in Fernsehserien auf und war unter anderem in Der Prinz von Bel-Air, Ghost Whisperer – Stimmen aus dem Jenseits, Wunderbare Jahre und CSI: Den Tätern auf der Spur zu sehen.
Zu seinen bekanntesten Kinofilmen zählt Final Destination 2. Landes verkörpert darin den Polizisten Thomas Burke.
1994 übernahm er in der ersten Staffel der Serie Superman – Die Abenteuer von Lois & Clark die Rolle des Photoreporters Jimmy Olsen. Ab der zweiten Staffel wurde er durch den Schauspieler Justin Whalin ersetzt, da die Produzenten der Ansicht waren, dass Michael Landes dem Star der Serie, Dean Cain, zu ähnlich sieht.
Eine Hauptrolle spielte Michael Landes auch 2001 in der Serie Special Unit 2 – Die Monsterjäger, in der er den Monsterjäger Nicholas O'Malley an der Seite von Alexondra Lee darstellt. Nach 19 Folgen wurde die Serie eingestellt.
Michael Landes ist seit dem 21. Oktober 2000 mit der Schauspielerin Wendy Benson verheiratet und hat eine Tochter und einen Sohn mit ihr.

## Filmografie (Auswahl)

### Filme
- 1990: An American Summer
- 1993: Die Clique von Beverly Hills
- 1996: Café Blue Eyes – Schlafloses Verlangen (Dream for an Insomniac)
- 1998: Getting Personal
- 2002: Das Tribunal (Hart’s War)
- 2003: Final Destination 2
- 2003: Carol und die Weihnachtsgeister (A Carol Christmas)
- 2005: Lucky 13
- 2008: College Road Trip
- 2008: Lakeview Terrace
- 2008: Liebe auf den zweiten Blick (Last Chance Harvey)
- 2009: Possession – Die Angst stirbt nie (Possession)
- 2010: My Girlfriend’s Boyfriend
- 2010: Burlesque
- 2011: 11-11-11 – Das Tor zur Hölle (11-11-11)
- 2013: Best Man Down
- 2014: Soul Mates
- 2016: Gold – Gier hat eine neue Farbe (Gold)
- 2019: Angel Has Fallen

### Fernsehserien
- 1988–1991: Wunderbare Jahre (The Wonder Years, 7 Folgen)
- 1989: Die besten Jahre (Thirtysomething, Folge 3x10)
- 1990–1991: Der Prinz von Bel-Air (The Fresh Prince of Bel-Air, 4 Folgen)
- 1991: Blossom (Folge 1x06)
- 1991–1992: Alle meine Kinder (The Torkelsons, 5 Folgen)
- 1992: Eine starke Familie (Step by Step, Folge 2x08)
- 1993–1994: Superman – Die Abenteuer von Lois & Clark (Lois & Clark: The New Adventures of Superman, 21 Folgen)
- 1996: Drew Carey Show (The Drew Carey Show, Folge 1x14)
- 1999: Providence (Folgen 2x08–2x09)
- 2000: Sechs unter einem Dach (Get Real, Folge 1x14)
- 2001–2002: Special Unit 2 – Die Monsterjäger (Special Unit 2, 19 Folgen)
- 2004, 2014: CSI: Vegas (CSI: Crime Scene Investigation, Folgen 4x14, 15x05)
- 2004: Agatha Christie’s Marple (Folge 1x03)
- 2005: CSI: Miami (Folge 3x17)
- 2006: Ghost Whisperer – Stimmen aus dem Jenseits (Ghost Whisperer, Folgen 2x01–2x02)
- 2007: My Boys (3 Folgen)
- 2008: Boston Legal (Folge 4x14)
- 2008: Hotel Babylon (Folge 3x03)
- 2009: New Tricks – Die Krimispezialisten (New Tricks, Folge 6x02)
- 2010: Miranda (Folge 2x01)
- 2012: Apartment 23 (Don’t Trust the B---- in Apartment 23, Folgen 1x02, 2x04)
- 2012: Rückkehr ins Haus am Eaton Place (Folgen 2x02, 2x04, 2x06)
- 2013: The Crazy Ones (Folge 1x06)
- 2015: Stalker (Folge 1x16)
- 2016: Hooten & the Lady (8 Folgen)
- 2018: You Are Wanted (6 Folgen)
- 2018–2020: Silent Witness (7 Folgen)
- 2021: Cruel Summer
- 2022: The Offer